# Autonome Provincie Kosovo en Metohija (1946-1974)
Als Autonome Provincie Kosovo en Metohija (Servisch, Kroatisch, Servo-Kroatisch: Autonomna Pokrajina Kosovo i Metohija, Аутономна Покрајина Косово и Метохија, Albanees: Krahina Autonome e Kosovës dhe Metohis) was Kosovo van 1946 tot 1974 onderdeel van de republiek Servië in de federatie Joegoslavië. Hierna, van 1974 tot 1990 werd de autonomie uitgebreid en de naam vervangen door de Socialistische Autonome Provincie Kosovo.
Toch dient er nog een onderscheid gemaakt te worden tussen de periode 1946-1963. Aan het eind van de Tweede Wereldoorlog, met de vestiging van Tito's communistische regime, werd Kosovo bij Servië geannexeerd. Kosovo werd in 1946 binnen de Servische deelrepubliek initieel de status van autonome regio binnen Servië toegekend. Het is pas door een grondwetsherziening in 1963 effectief een autonome provincie geworden.
De communistische regering van Servië stond de terugkeer van veel vluchtelingen (vooral Albanezen) niet toe.

## Politiek bestuur

### Voorzitter van de Volksbevrijdingscommissie
- Mehmed Hoxha (1 januari 1944 - 11 juli 1945)

### Presidenten van het parlement
- Fadil Hoxha (11 juli 1945 - 20 februari 1953) (1e keer)
- Ismet Saqiri (20 februari - 12 december 1953)
- Đorđije Pajković (12 december 1953 - 5 mei 1956)
- Pavle Jovićević (5 mei 1956 - 4 april 1960)
- Dušan Mugoša (4 april 1960 - 18 juni 1963)
- Stanoje Akšić (18 juni 1963 - 24 juni 1967)
- Fadil Hoxha (24 juni 1967 - 7 mei 1969) (2e keer)
- Ilaz Kurteshi (7 mei 1969 - mei 1974)

### Voorzitter van de Uitvoerende Raad
- Fadil Hoxha (1945 - 1953)
- Fadil Hoxha (1953 - 1963)
- Ali Shukri (1963 - mei 1967)
- Ilija Vakić (mei 1967 - mei 1974)